# Appellationsgericht Stettin
Das Appellationsgericht Stettin war zwischen 1849 und 1879 ein preußisches Appellationsgericht mit Sitz in Stettin.

## Geschichte
Die „Verordnung über die Aufhebung der Privatgerichtsbarkeit und des eximierten Gerichtsstandes sowie über die anderweitige Organisation der Gerichte“ vom 2. Januar 1849 hob die Patrimonialgerichtsbarkeit auf. Gleichzeitig wurde das Appellationsgericht Stettin geschaffen. Dem Appellationsgericht Stettin waren die Kreisgerichte nachgelagert, die grundsätzlich je Landkreis eingerichtet wurden. Dem Appellationsgericht Stettin war das Oberappellationsgericht Berlin übergeordnet.
Als Teil der Reichsjustizgesetze wurde durch das Gesetz vom 27. Januar 1877 die Gerichtsverfassung im Deutschen Reich vereinheitlicht. Das Appellationsgericht Stettin wurde 1879 aufgehoben. Neu eingerichtet wurde nun das Landgericht Stettin im Bezirk des Oberlandesgerichtes Stettin.

## Sprengel
Der Sprengel des Appellationsgerichtes Stettin umfasste den Regierungsbezirk Stettin ohne die Vorstadt Anclamer Peendamm. Es bestanden dort 8 Kreisgerichte in 3 Schwurgerichtsbezirken.
| Kreisgericht              | Sitz         | Schwurgerichtsbezirk | Gerichtskommissionen                                                                                |
| ------------------------- | ------------ | -------------------- | --------------------------------------------------------------------------------------------------- |
| Kreisgericht Anclam       | Anclam       | Anclam               | Gerichtsdeputation in Pasewalk, Swinemünde und Ueckermünde, Gerichtskommissionen in Neuwarp, Usedom |
| Kreisgericht Cammin       | Cammin       | Naugard              | Gerichtskommissionen in Stepenitz, Wollin                                                           |
| Kreisgericht Demmin       | Demmin       | Anclam               | Gerichtskommissionen in Jarmen, Treptow a.d. Tollense                                               |
| Kreisgericht Greifenberg  | Greifenberg  | Naugard              | Gerichtsdeputation in Labes, Gerichtskommissionen in Regenwalde, Treptow a.d. Rega                  |
| Kreisgericht Greifenhagen | Greifenhagen | Stettin              | Gerichtskommissionen in Bahn, Fiddichow                                                             |
| Kreisgericht Naugard      | Naugard      | Naugard              | Gerichtskommissionen in Gollnow, Massow                                                             |
| Kreisgericht Stargard     | Stargard     | Stargard             | Gerichtsdeputation in Pyritz, Gerichtskommissionen in Jacobshagen, Nörenberg                        |
| Kreisgericht Stettin      | Stettin      | Stettin              | Gerichtskommissionen in Damm, Gartz, Pencun, Pölitz                                                 |

## Richter
- August Ukert (1852–1854)